# Lijst van burgemeesters van Klaaswaal
Dit is een lijst van burgemeesters van de voormalige Nederlandse gemeente Klaaswaal tot die gemeente op 1 januari 1984 fuseerde met Numansdorp tot de gemeente Cromstrijen.
| Ambtsperiode | Naam burgemeester                | Partij of stroming | Bijzonderheden                                                                                     |
| ------------ | -------------------------------- | ------------------ | -------------------------------------------------------------------------------------------------- |
| 1820 - 1872  | Arie Vlielander                  |                    | eerst schout; tevens schout/burgemeester van Numansdorp (1820-1872) en Zuid-Beijerland (1850-1872) |
| 1872 - 1908  | D. Kluifhoofd                    |                    | tevens burgemeester van Numansdorp (1872-1908) en Zuid-Beijerland (1878-1903)                      |
| 1908 - 1912  | Hendrik Albertus Reinold Jonkers |                    | was burgemeester van 't Zandt, tevens burgemeester van Numansdorp, later burgemeester van Elburg   |
| 1912 - 1934  | G. Walma van der Molen           |                    | |
| 1934 - 1962  | J.G. de Zeeuw (1897-1970)        | ARP                | tevens burgemeester van Numansdorp                                                                 |
| 1962 - 1971  | Samuel Willem Henry              | PvdA               | tevens burgemeester van Numansdorp                                                                 |
| 1971 - 1979  | Martin (M.) Visser               | VVD                | |
| 1979 - 1984  | B.J. Korstanje                   | PvdA               | waarnemend, voorheen burgemeester van Zwartewaal en Vierpolders                                    |